# Дривье, Леон Эрнест
Леон Эрнест Дривье (фр. Léon-Ernest Drivier; 22 октября 1878[…], Гренобль — 8 января 1951, XIV округ Парижа) — французский скульптор.

## Биография
Родился в 1878 году в Гренобле. 

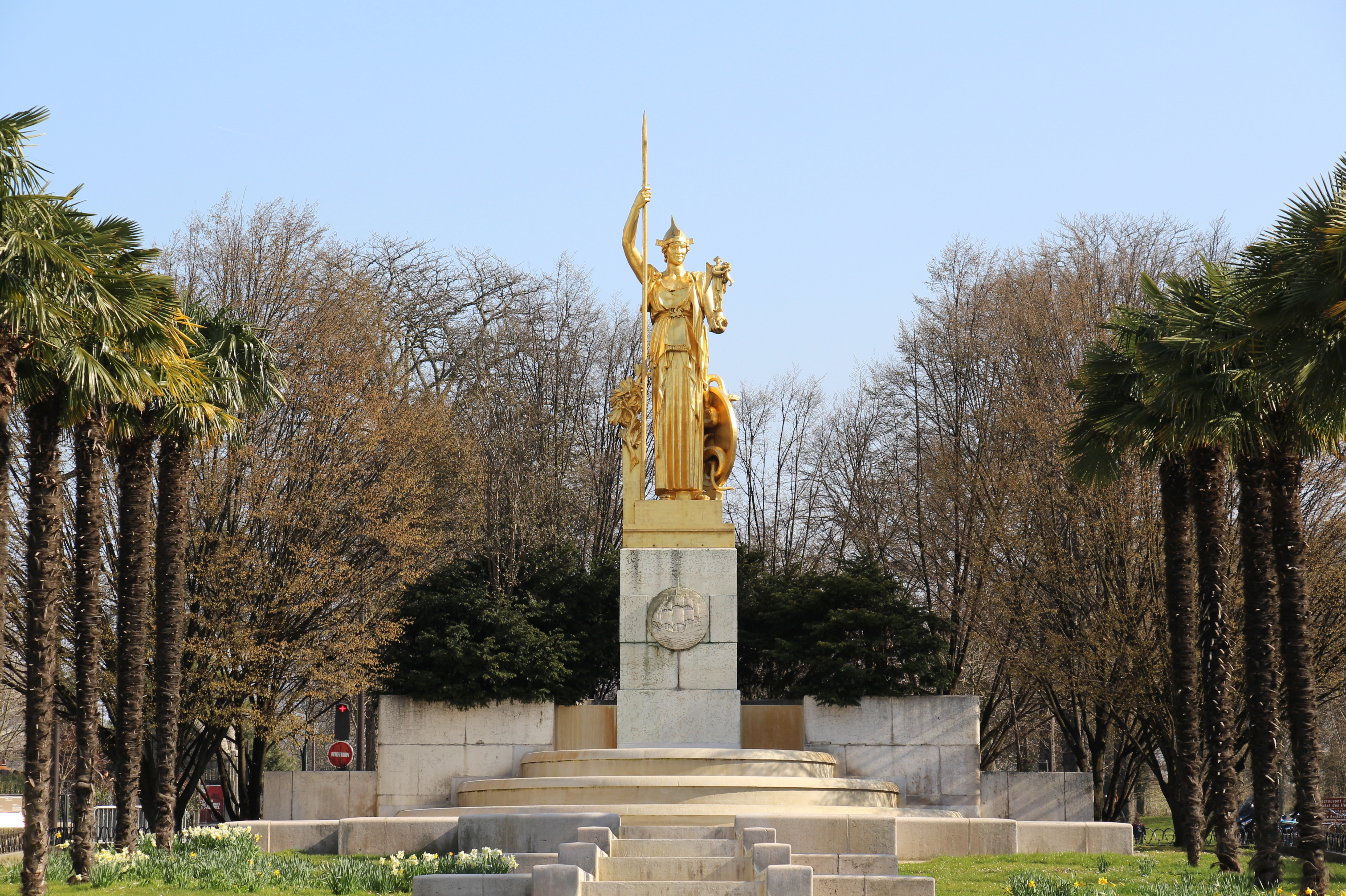
«Франция приносит мир и процветание колониям» («Афина фонтана Золотых ворот»), 1931, Площадь ветеранов Индокитая, Париж

Учился ремеслу скульптора в Высшей школе изящных искусств Парижа, где его основным наставником был Луи Эрнест Барриа.
С 1907 года, закончив обучение в Академии, некоторое время стажировался в мастерской у Огюста Родена; влияние Родена довольно заметно в работах Дривье раннего периода.
После Первой мировой войны стиль Дривье изменился и стал соответствовать тому направлению в рамках ар-деко, которое можно условно назвать брутализмом. Работы скульптора этого периода лаконичны и нарочито монументальны. Стилистически работы Дривье сближались с произведениями его современника Александра Декатуара. Такой стиль, наряду с более изящными, «кабинетными» формами ар-деко, едва ли не господствовал во французской скульптуре межвоенных лет и пользовался значительным признанием у современников скульптора.
Офицер ордена Почетного легиона (1937). Академик (действительный член) Академии изящных искусств Франции по секции скульптуры (1943).
Скончался скульптор Дривье в 1951 году в Париже.

## Галерея

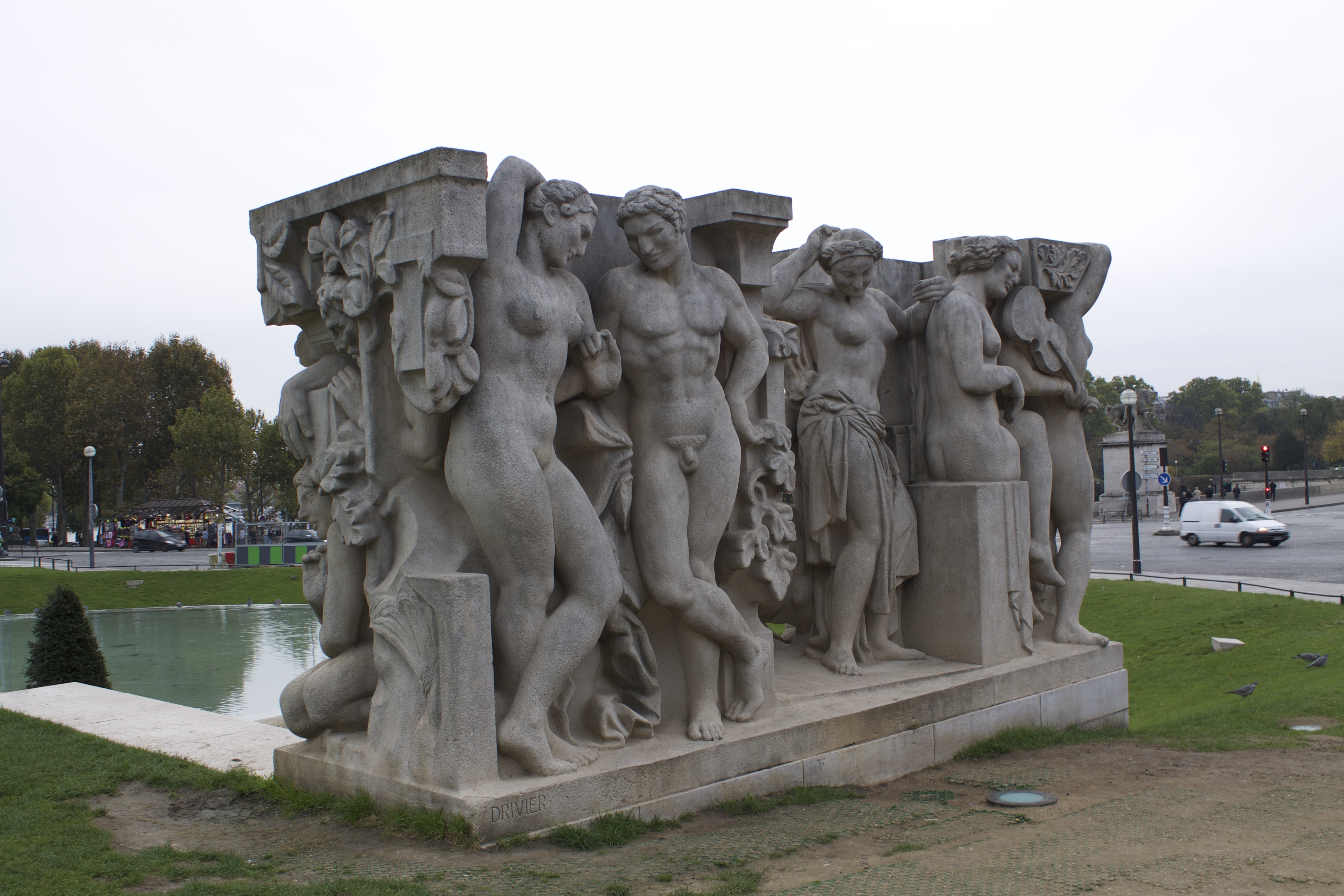
«Радость жизни», 1937, сады Трокадеро, Париж
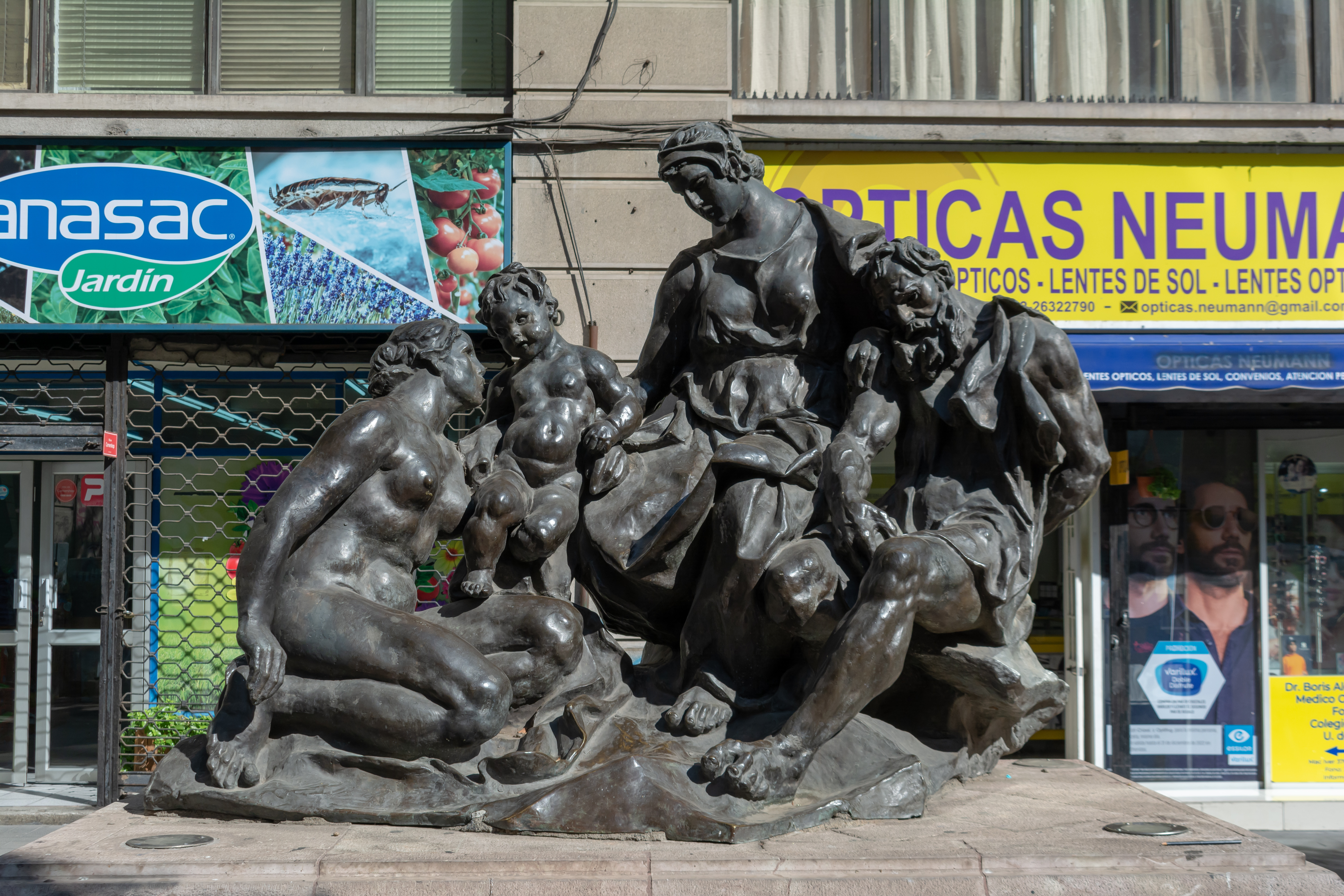
«Благотворительность», Сантьяго-де-Чили
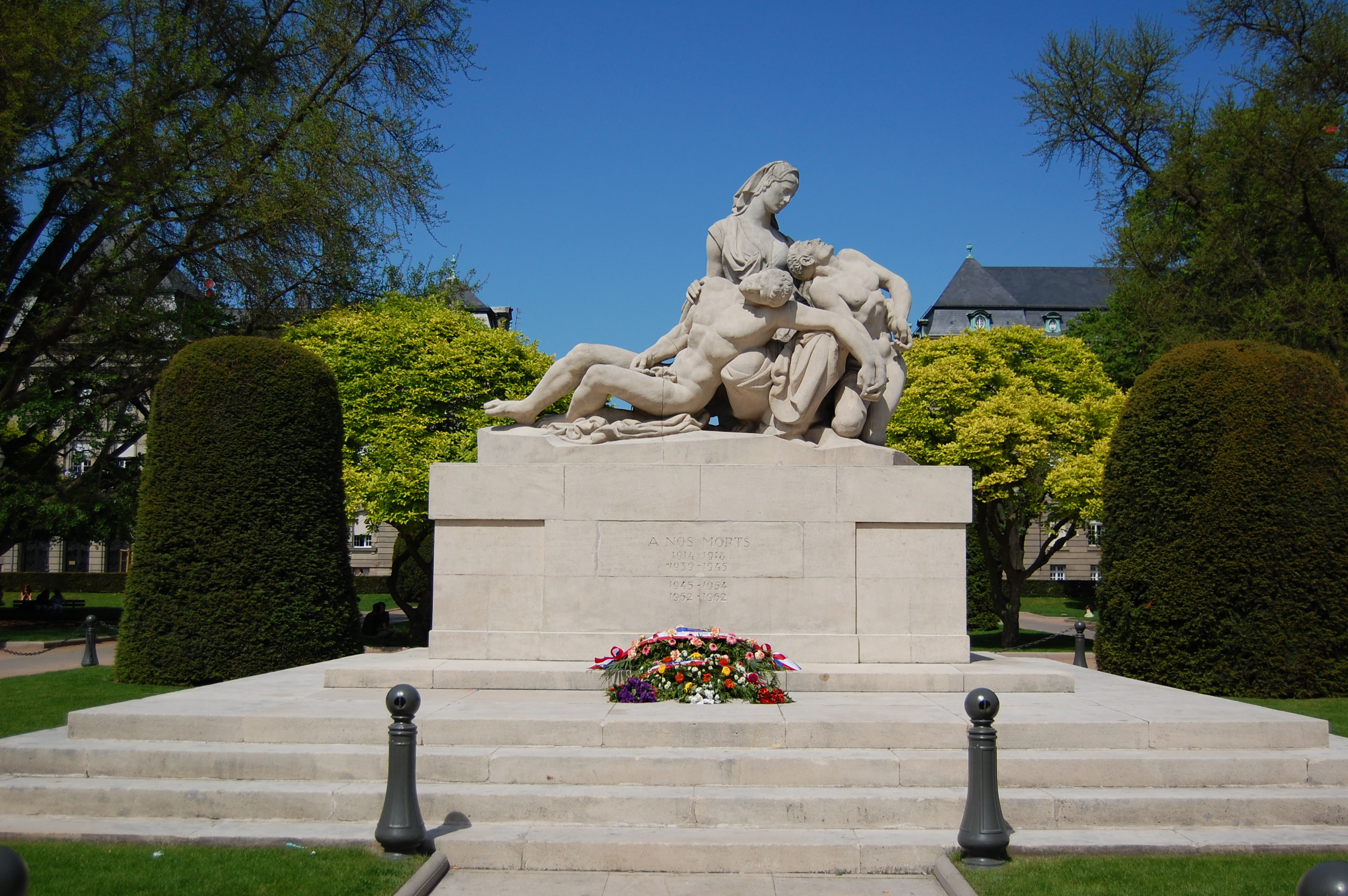
Военный мемориал, площадь Республики, Страсбург
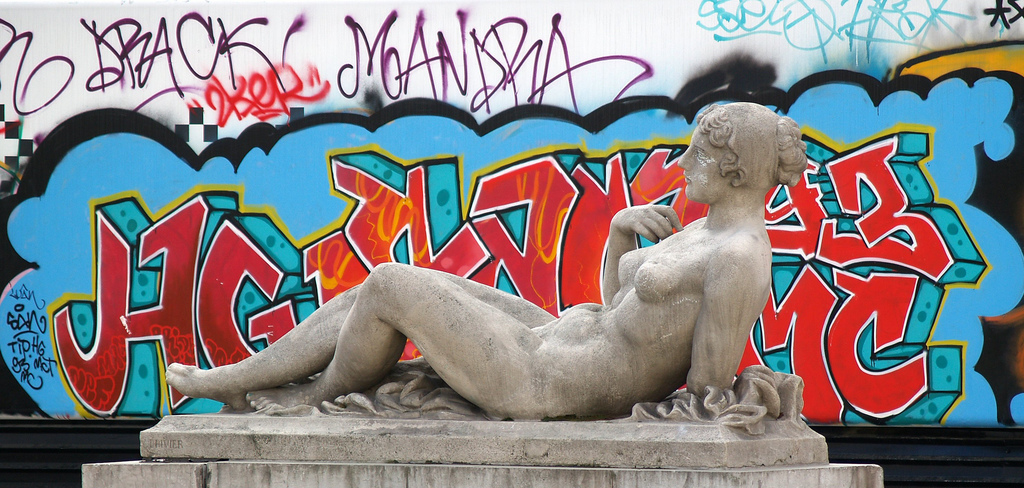
Лежащая муза, Токийский дворец, Париж
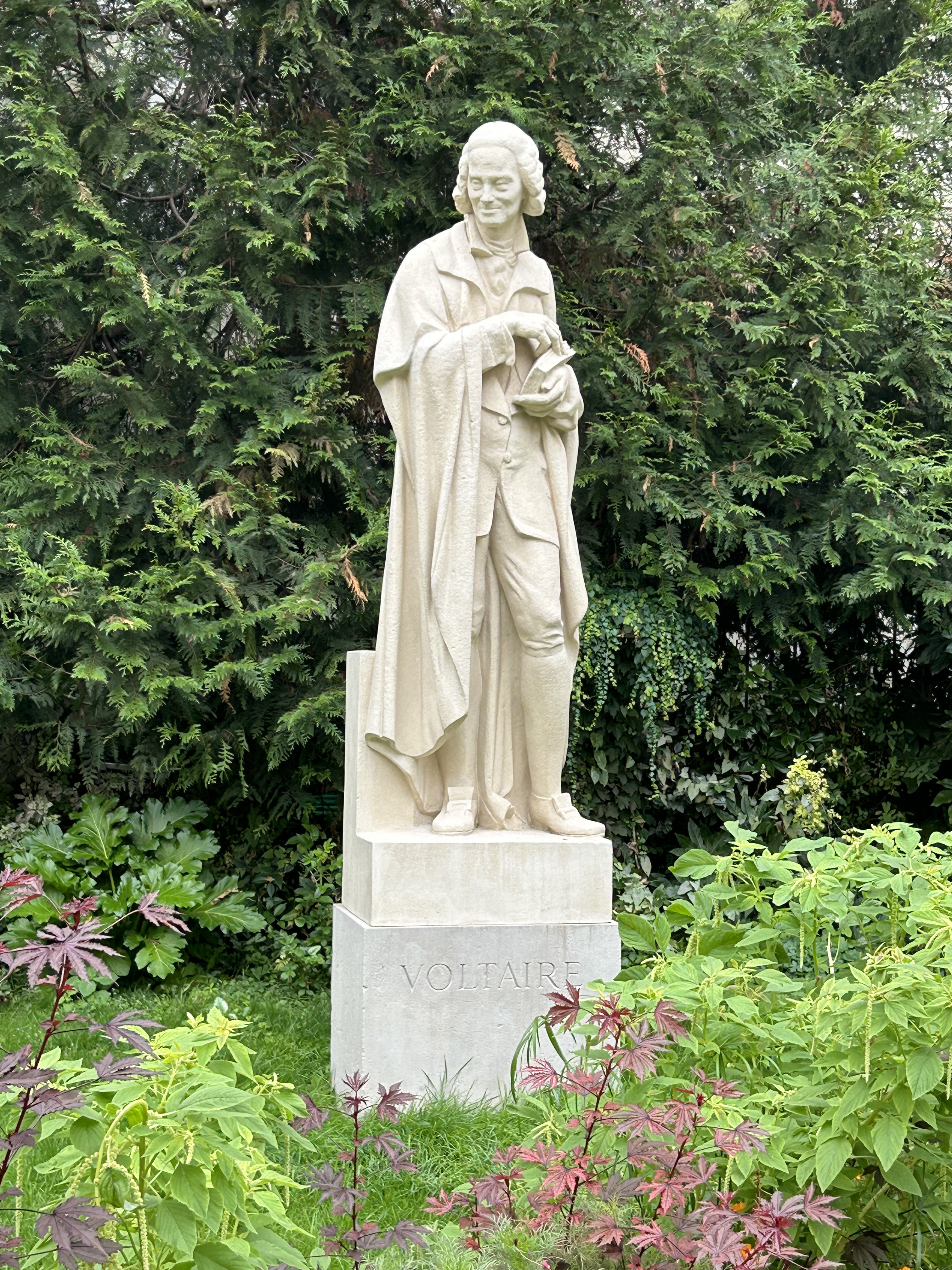
Памятник Вольтеру, Париж
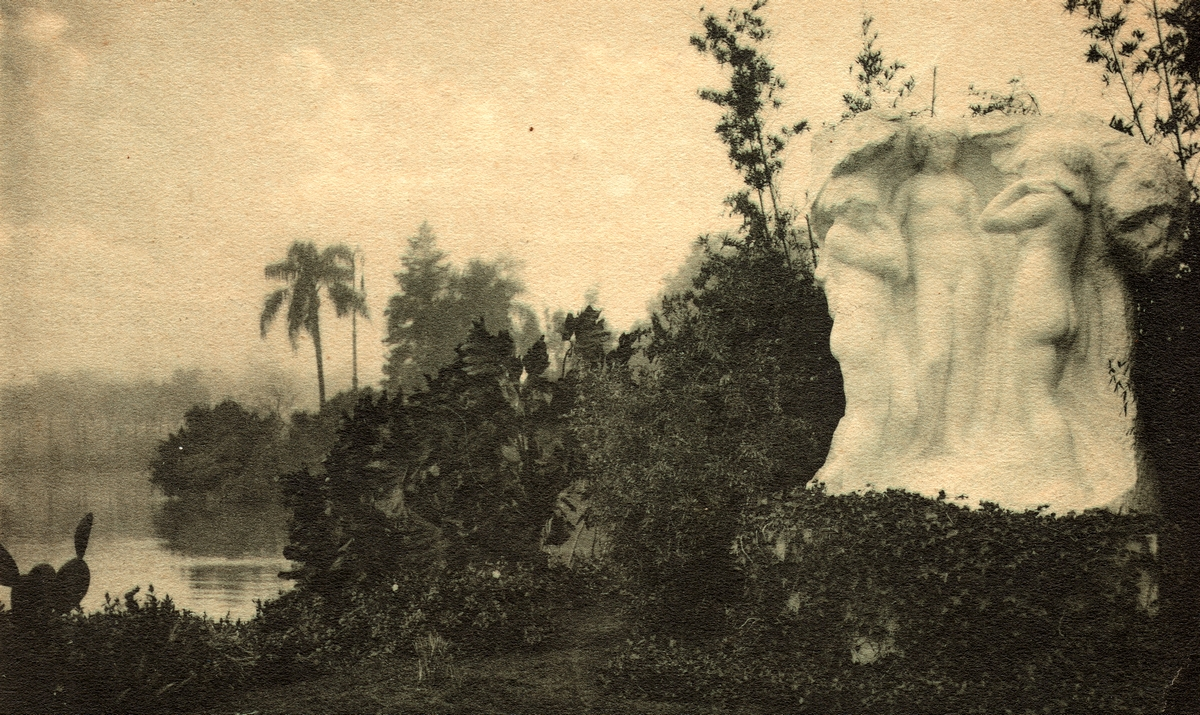
«Весна», Японский сад, Буэнос-Айрес
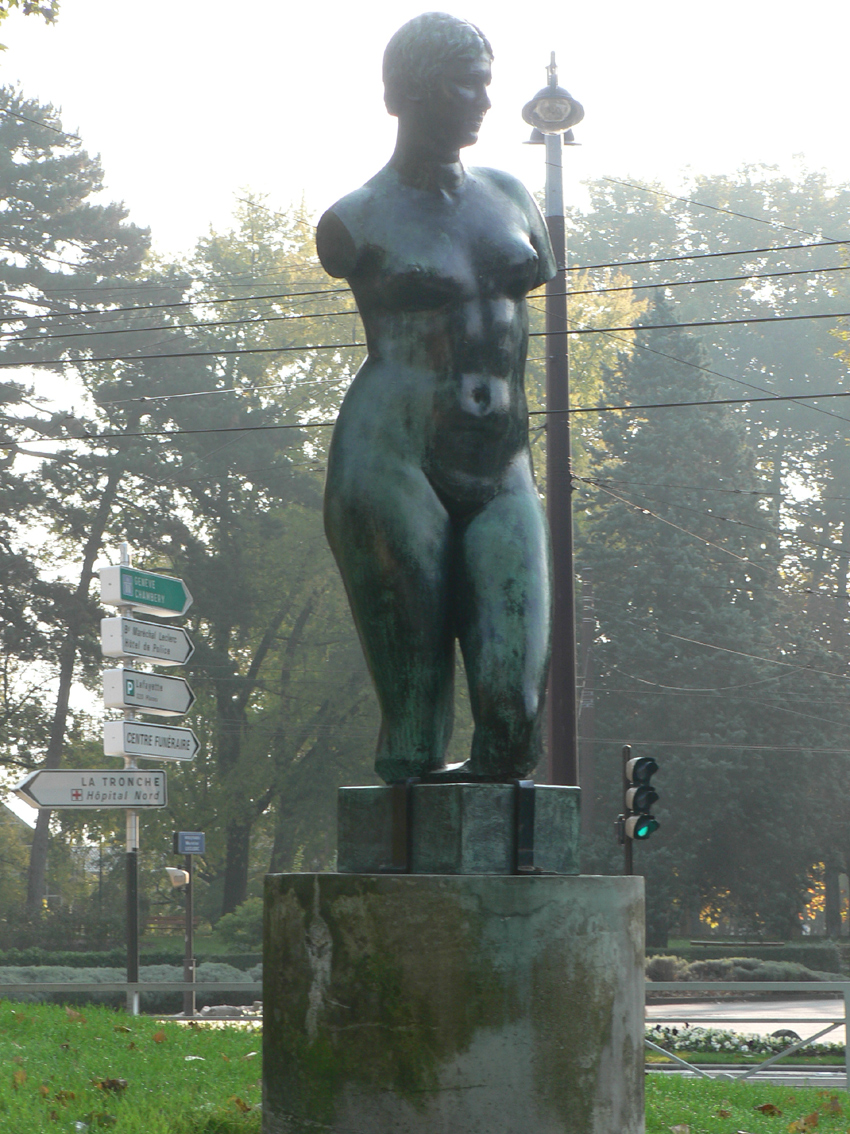
Женский торс, Гренобль